# Pe chei la Smyrna
„Pe chei la Smyrna” (în engleză On the Quai at Smyrna) este o povestire din 1930 a scriitorului american Ernest Hemingway.